# Eurois nigra
Eurois nigra är en fjärilsart som beskrevs av Smith 1894. Eurois nigra ingår i släktet Eurois och familjen nattflyn. Inga underarter finns listade i Catalogue of Life.